# Great Asby
Great Asby is een dorp op zo'n 9 km ten zuiden van Appleby in het bestuurlijke gebied Eden, in het Engelse graafschap Cumbria. Het maakt deel uit van de civil parish Asby. De naam komt van het Oud-Noorse askr (as) en by (hoeve). De aan Petrus gewijde dorpskerk dateert van 1863-66 en staat op een plek waar reeds vanaf ca. 1160 een kerk moet hebben gestaan.
Naast de kerk ligt de bron van St Helen, die altijd stroomt, ook in tijden van droogte. Zij heeft een vermelding op de Britse monumentenlijst.
Ongeveer een kilometer ten zuiden van het dorp bevindt zich de 970 m lange grot "Pate Hole".